# О’Хара, Джон Фрэнсис
Джон Фрэнсис О’Хара (англ. John Francis O’Hara; 1 мая 1888, Анн-Арбор, США — 28 августа 1960, Филадельфия, США) — американский кардинал, CSC. Титулярный епископ Миласы и делегат военного викария Вооружённых сил США с 11 декабря 1939 по 10 марта 1945. Епископ Буффало с 10 марта 1945 по 8 ноября 1951. Архиепископ Филадельфии с 8 ноября 1951 по 28 августа 1960. Кардинал-священник с 15 декабря 1958, с титулом церкви Санти-Андреа-э-Грегорио-Маньо-аль-Челио с 18 декабря 1958.
Являлся президентом Университета Нотр-Дам в период с 1934 по 1939 год.